# Otto Leisegang
Eduard Otto Leisegang (* 14. Januar 1861 in Halle; † 7. Februar 1945 in Wiesbaden) war ein deutscher evangelischer Theologe.

## Leben
Nach dem Studium erhielt Leisegang 1886 seine erste Pfarrstelle in Blankenburg (bei Bad Tennstedt). Auf Grund schlechter Verhältnisse wollte er diese bald wieder verlassen und nahm darum 1890 als einzige Alternative eine Anstellung beim Militär als Pfarrer am Militär-Mädchen-Waisenhaus in Pretzsch an. 1896 wechselte Leisegang als Divisionspfarrer nach Colmar (Elsaß). 1899 erfolgte seine Versetzung als Kadettenhauspfarrer nach Diez und 1902 als Divisionspfarrer nach Neiße. 1906 wechselte er in diesem Amt nach Straßburg (Elsaß). 1909 nahm Leisegang eine Stelle als zivilrechtlicher Superintendent und Oberpfarrer in Prettin an, wo er bis zu seiner Pensionierung 1926 verblieb.  
Danach nahm er offenbar seinen Wohnsitz in Hamburg-Wandsbek und verzog dann nach Wiesbaden, wo er am Ende des Zweiten Weltkrieges 1945 in Folge eines Bombenabwurfes umkam.
In seiner 1885 geschlossenen Ehe wurden vier Kinder geboren, wovon ein Sohn der Leipziger Philosoph Hans Leisegang (1890–1951) war.

## Werke
- Schloß Pretzsch, ein Hort evangelischen Glaubens, 1910.

## Auszeichnungen
- Roter Adlerorden (4. Klasse)
- Kriegsverdienstkreuz